# Phanoxyla
Phanoxyla är ett släkte av fjärilar. Phanoxyla ingår i familjen svärmare.

## Dottertaxa tillPhanoxyla, i alfabetisk ordning[1]
- Phanoxyla acuta
- Phanoxyla albomarginata
- Phanoxyla albomarginatus
- Phanoxyla aurifera
- Phanoxyla binoculata
- Phanoxyla castor
- Phanoxyla centrosinaria
- Phanoxyla chinensis
- Phanoxyla confusa
- Phanoxyla dichroae
- Phanoxyla elongata
- Phanoxyla everetti
- Phanoxyla formosana
- Phanoxyla gehleni
- Phanoxyla gloriosa
- Phanoxyla hystrix
- Phanoxyla javanica
- Phanoxyla joiceyi
- Phanoxyla jordana
- Phanoxyla jordani
- Phanoxyla lambertoni
- Phanoxyla lunata
- Phanoxyla meridionalis
- Phanoxyla mjobergi
- Phanoxyla mongoliana
- Phanoxyla nubilosa
- Phanoxyla olivacea
- Phanoxyla orientis
- Phanoxyla pallicosta
- Phanoxyla peeti
- Phanoxyla rhagastis
- Phanoxyla rubetra
- Phanoxyla sauteri
- Phanoxyla sikkimensis
- Phanoxyla sumatranus
- Phanoxyla swinhoei
- Phanoxyla trilineata
- Phanoxyla varia
- Phanoxyla velata
- Phanoxyla yunnanaria